# Battista Giuntelli
Battista Pietro Giovanni Giuntelli (Calliano, 26 maggio 1900 – Asti, 1º agosto 1964) è stato un ciclista su strada italiano, professionista dal 1925 al 1935. Si distinse soprattutto nelle corse in linea, con diversi podi: secondo al Giro di Lombardia 1925, al Giro di Campania 1926, al Giro del Piemonte 1927 e 1928. Era fratello maggiore di Marco Giuntelli, anch'egli ciclista.

## Carriera
Originario dell'Astigiano, decimo di tredici figli di Vittoria e Lorenzo, i quali lavoravano il gesso nella cava di proprietà con altri familiari e dipendenti. Battista Giuntelli iniziò a gareggiare con la bicicletta intorno ai vent'anni; il Gran Premio di Alessandria del 1923 fu una corsa dura e combattuta, disputata in "famiglia": al traguardo Marco batteva il fratello Battista.
Si distinse già da dilettante con i colori del Pedale Astigiano: infatti, nel 1924, arrivò al secondo posto al Campionato Italiano Dilettanti.
Sempre nello stesso anno si piazzò al quarto posto nella Milano-Torino di categoria.
Persona determinante per la vita sportiva dei fratelli fu il massaggiatore Mario Dinda, che accortosi del loro potenziale li portò a dare il massimo, seguendoli per molti anni.
Del 1925 va ricordata la vittoria al Giro del Sestriere dopo oltre 100 km di fuga solitaria.
Lo stesso anno segnò il suo debutto tra i professionisti, categoria in cui conquistò diversi piazzamenti significativi. La sua prima squadra fu l'Atala: con la maglia della formazione milanese giunse secondo assoluto, e primo degli juniores, al Giro di Lombardia 1925, alle spalle del solo Alfredo Binda. Sempre nel 1925 ottenne, come il fratello Marco, la citazione nell'albo d'oro degli Pneumatici Pirelli. Nel 1926 si piazzò quinto nella Milano-Modena e secondo al Giro di Campania; nello stesso anno, come altri italiani, andò in Germania a correre, partecipando al Championnat International d'Allemagne e piazzandosi sesto al Giro di Colonia e settimo al Rund um die Hainleite.
Nel 1927, con la maglia della milanese Bianchi, chiuse secondo al Giro del Piemonte, primo degli juniores, e terzo nella Milano-Modena. Sempre nel 1927 andò con il fratello Marco in Spagna, dove prese parte alla Volta a Catalunya: quinto nella tappa di Reus, quarto nella tappa di Vic, sesto nella tappa di Caldes d'Estrac.
Nel 1928, sempre al Giro del Piemonte e sempre con i colori della Bianchi, chiuse secondo alle spalle del fratello Marco, vincitore; fu poi terzo al Giro del Piemonte 1929. Sempre nel 1929 fu terzo nella tappa di Siena al Giro d'Italia.
Negli anni trenta del Novecento visse in Francia, con il fratello Marco, per diversi anni : qui prese parte a numerose gare; come la Parigi-Nizza, la Nice-Toulon-Nice, il Criterium d'Europe e il Grand Prix de la Victoire à Nice, che vinse due volte. In quel periodo inaugurò la sua prima bottega di cicli a Nizza. Concluse la sua carriera da professionista nel 1935, gareggiando in seguito ancora come veterano.

## Dopo il ritiro
Rientrato in Italia, a metà degli anni '40 aprì nella città di Asti la sua seconda bottega di cicli, situata in via Camillo Benso Cavour.
Al suo interno vendeva cicli, motocicli ed accessori.
Successivamente diventò produttore di cicli con il suo nome, "Giuntelli"; Sergio Valenzano coordinava le attività dell'officina, dalla costruzione alla riparazione.
Battista e Marco furono creatori e responsabili di due squadre di ciclisti, che gareggiavano con le biciclette costruite dai fratelli nelle loro officine; tra i vari atleti che si distinsero gareggiando con i gloriosi cicli "Giuntelli", ricordiamo Alberto Negro che, oltre a vincere per le squadre di Battista e Marco, nel momento più alto della sua carriera divenne professionista, correndo al fianco di Fausto Coppi.

## Palmarès
- 1921

Grande Corsa Ciclistica
- 1922

Campionato Sociale Pedale Astigiano
- 1923

Corsa Nazionale dello Statuto - Coppa Petrino
- 1924

Coppa San Pietro - Coppa Industriali
Coppa Città di Vercelli
- 1925

Giro delle Due Provincie
Giro del Sestriere
Coppa Città di Canelli
Coppa Galileo Ferraris
- 1926

G.P. Industriali - G.P. di Piombino
- 1932

G.P. de la Victoire a Nice
- 1934

G.P. de la Victoire a Nice

## Piazzamenti

### Grandi Giri
- Giro d'Italia

1927: ritirato
1928: 24º
1929: ritirato
1930: ritirato
1932: ritirato

### Classiche monumento
- Milano-Sanremo

1927: 11º
- Giro di Lombardia

1925: 2º
1928: 19º

## Riconoscimenti
- Il Comune di Tonco, nel 2011, dedica una Via ai fratelli Giuntelli, per onorarli e ricordare le loro imprese.
- Ad Asti e a Tonco intitolate due vie a “I Pionieri del ciclismo Piemontese e Italiano : Marco e Battista Giuntelli "